# Tetrazin
Tetraziner är organiska föreningar med summaformeln C2H2N4. Dessa består av en bensenring där fyra av kolatomerna har ersatts av fyra kväveatomer. Det finns tre isomerer.
- 1,2,3,4-tetrazina
- 1,2,3,5-tetrazina
- 1,2,4,5-tetrazina